# Prinsessering
Prinsessering er en betegnelse for et guldsmykke hvor den isatte diamant eller brillant efter købet kan udskiftes til en diamant eller brillant med en højere karat. 
En prinsessering er fremstillet i 14 karat rød eller hvidguld. Smykket er isat diamant eller brillant af kvaliteten wesselton vvs.
Prinsesseringen er et registreret varemærke, der ejes af Smykkekæden A/S. Den fremstilles udelukkende i Danmark. Når prinsesseringen ombyttes er det hele ringen der skiftes og ikke kun stenen.
Udformningen af selve ringen er stort set ikke blevet ændret siden introduktionen og designet fremstår enkelt og stilrent. 
Prinsesseringen bruges ofte som forlovelsesring eller til at fri med, eller som gave til en af livets mærkedage.